# Johanneskirche (Sohrol)

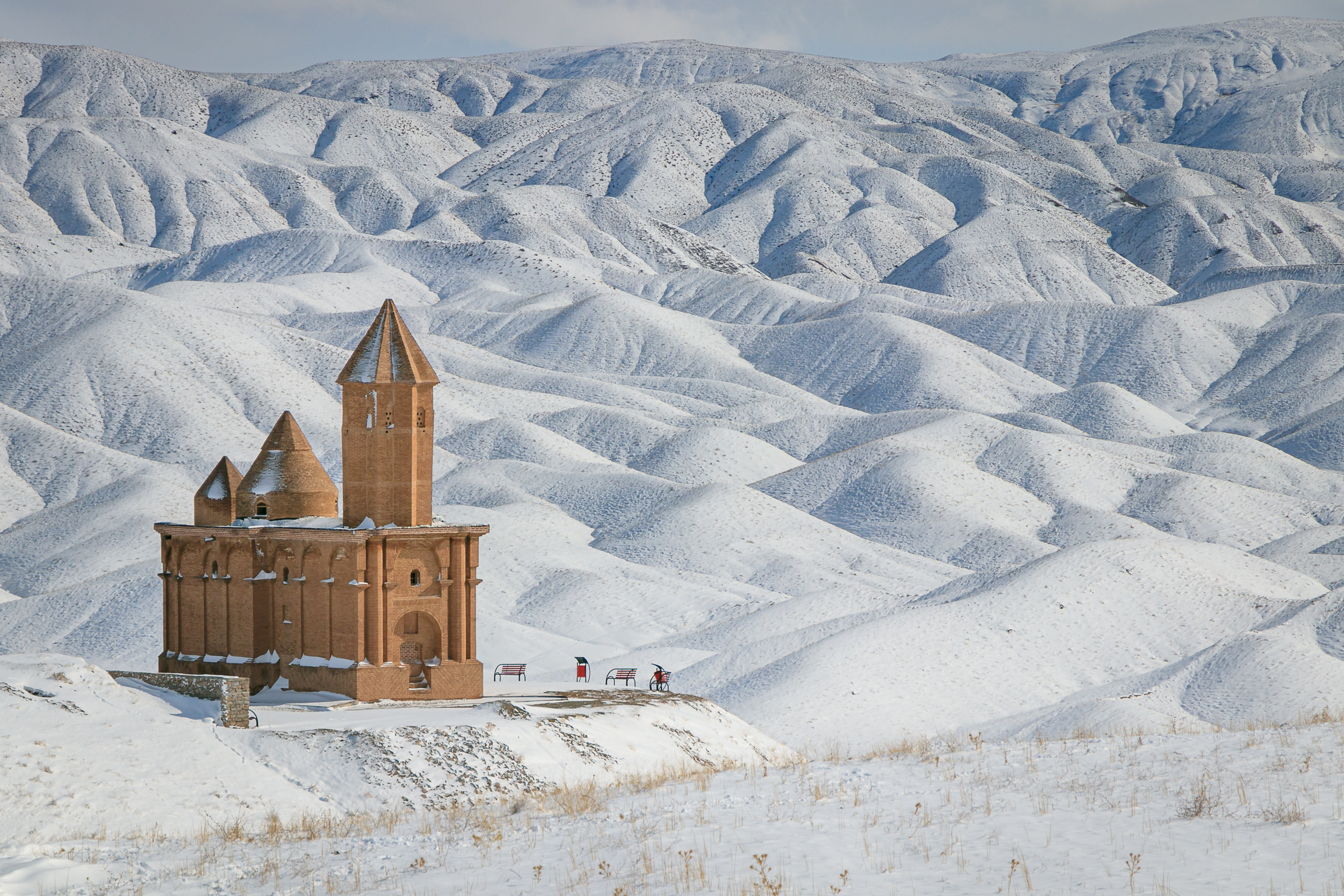
Die Kirche von Nordwesten aus

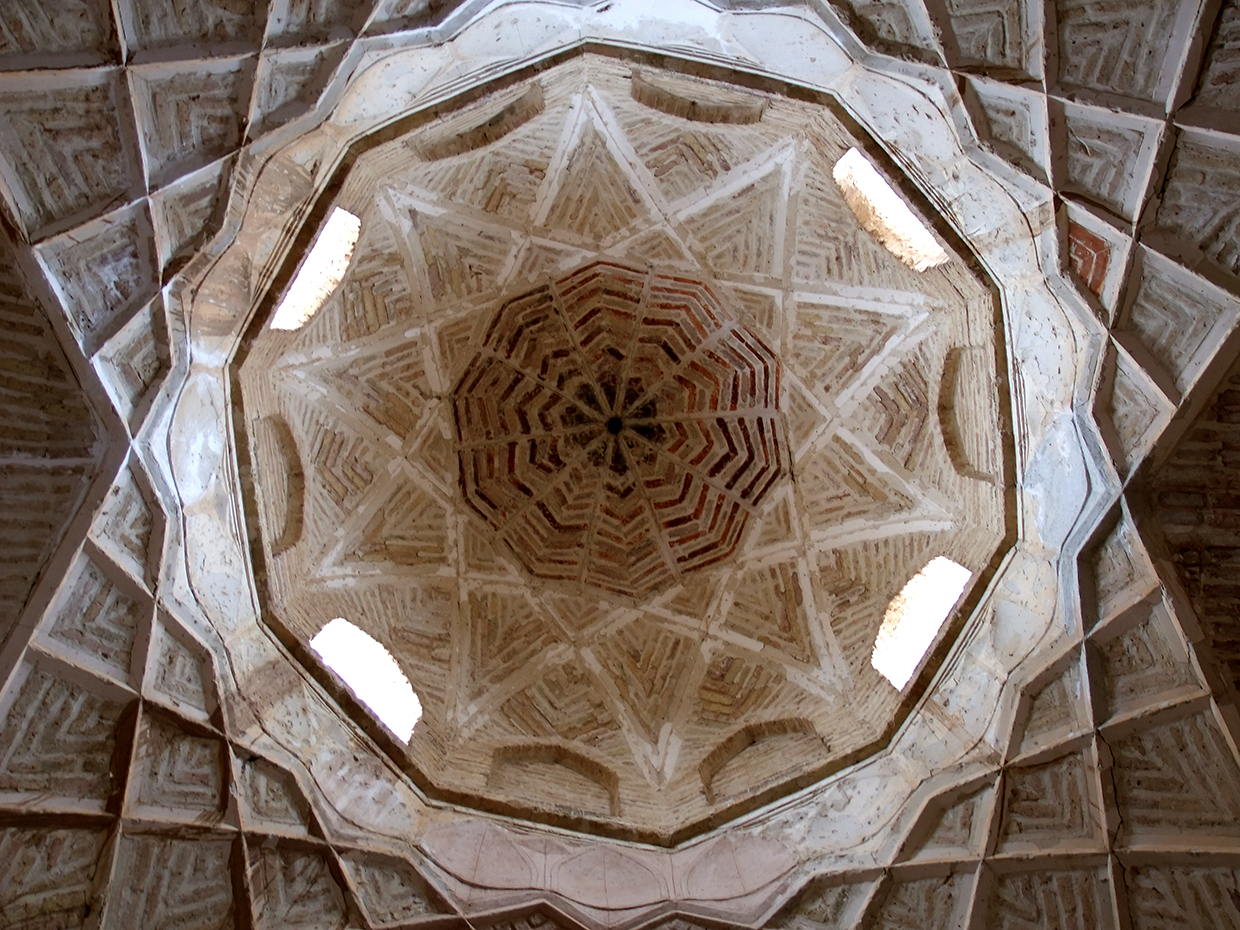
Zentralkuppel der Kirche, Innenansicht

Die Johanneskirche von Sohrol (armenisch Սուրբ Յովհաննէս Եկեղեցի; persisch کلیسای هوانس سهرل, کلیسای هوهانس مقدس oder کلیسای سهرل) ist eine ehemalige armenisch-apostolische Kirche, die sich in der iranischen Provinz Ost-Aserbaidschan beim Dorf Sohrol rund 25 km außerhalb der Stadt Täbris befindet.

## Standort
Die Johanneskirche steht auf einem Hügel am südwestlichen Rand des Dorfes Sohrol (سهرل oder سهرقه Sohraqeh, armenisch Սոհրոլ, auch قلیش قیرمیزی), etwa 25 km Luftlinie oder 35 Straßenkilometer nördlich von Täbris, etwa 13 km von der Asphaltstraße Täbris–Marand.

## Geschichte
An dem Standort wurde im 5. und 6. Jahrhundert n. Chr. eine Kirche erbaut, die im 19. Jahrhundert in Ruinen stand. 1840 wurde auf deren Grundmauern mit Geldern eines reichen Armeniers namens Hagubow unter Leitung des russischen Architekten Samson Jakowljewitsch Makinzew (Самсо́н Я́ковлевич Маки́нцев, auch bekannt als Sam Khan, سامسونخان), Mitglied des Bogatyr-Battalions, eine neue armenische Kirche gebaut. 1936 wurde die Kirche durch ein Erdbeben schwer beschädigt, und die Türen und Fenster des Gebäudes wurden danach geplündert. Auf Grund der Abwanderung der armenischen Christen, nach dem Zweiten Weltkrieg insbesondere nach Sowjetarmenien, verwaiste die Kirche.

## Architektur
Die Kirche ist 18,45 m lang. Im Bereich des Altars ist sie 5,7 m und im Übrigen 4,5 m breit. Sie ist aus Ziegeln gemauert. Die drei Gebäudeabschnitte sind eine Eingangshalle im Westen, eine zentrale Halle mit rechteckigem Grundriss in der Mitte und der Altarbereich im Osten.
Die Kirche hat drei verschiedene Kuppeln: über dem Eingang im Westen einen Glockenturm mit achteckigem Querschnitt, dem eine gefächert pyramidenförmige Kuppel aufsitzt, über der zentralen Halle eine große kegelförmige Kuppel und über dem Altar eine kleine Kuppel mit achtkantigem pyramidenförmigem Dach.

## Prämiertes Foto von der Kirche
Bei dem Wettbewerb Wiki Loves Monuments gewann ein Foto von Farzin Izaddoust Dar den ersten Platz. Eines der Mitglieder der Jury sprach Erstaunen aus über die geometrischen Formen der von Schnee umgebenen Kirche, die ihr ein Aussehen verliehen, als „schwebte“ sie in einem „Raum-Zeit-Kontinuum“ oder einem „Gravitationsfeld“.